# مرکز لرزه‌نگاری اروپا-مدیترانه
مرکز لرزه‌نگاری اروپا-مدیترانه (انگلیسی: European-Mediterranean Seismological Centre) با کوته‌نوشت (EMSC) یک سازمان بین‌المللی، غیردولتی و غیرانتفاعی است.
منطقهٔ اروپای مدیترانه‌ای مستعد زلزله‌های مخرب است. هنگامی که یک زلزله رخ می‌دهد، یک سازمان علمی برای تعیین ویژگی‌های رویداد لرزه‌ای در سریع‌ترین زمان ممکن، مورد نیاز است. مرکز لرزه‌نگاری اروپا-مدیترانه (EMSC) داده‌های لرزه‌شناسی را از بیش از ۶۵ آژانس لرزه‌نگاری ملی، عمدتاً در منطقه اروپا-مدیترانه دریافت می‌کند. مرتبط‌ترین پارامترهای زلزله، مانند مکان زلزله و بزرگی زلزله، و لرزش احساس شده توسط جمعیت در عرض یک ساعت از شروع زلزله در دسترس است.